# José Desiderio Valverde

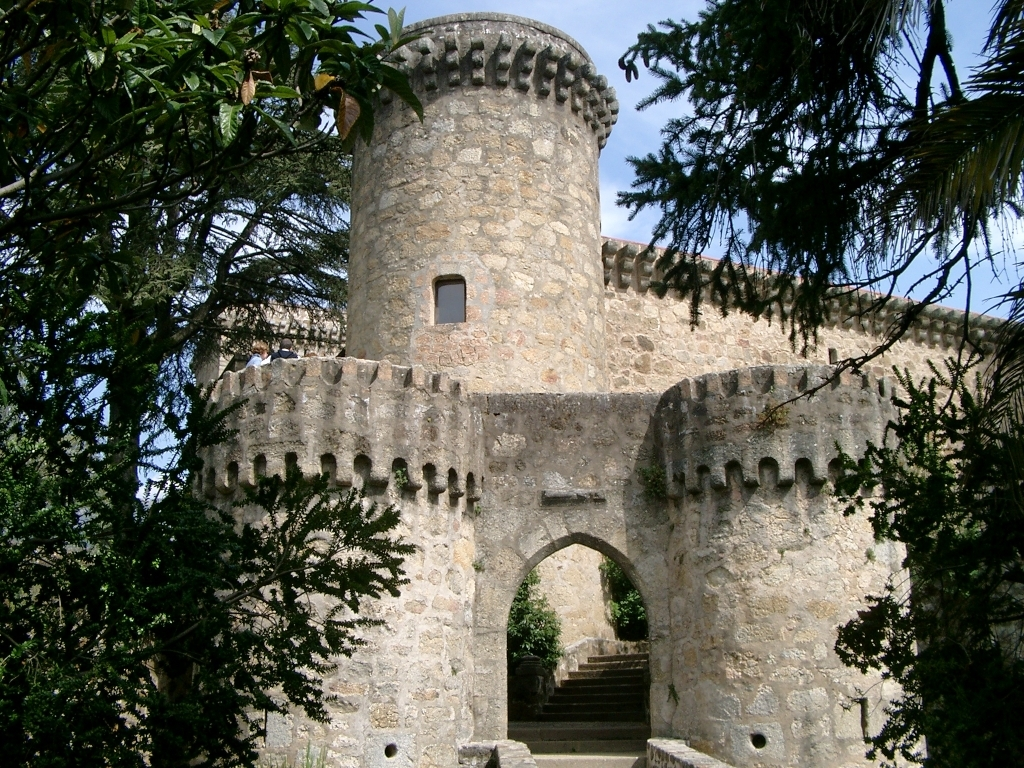
Castillo de los Condes de Oropesa, antepasados españoles de José Desiderio Valverde.Jarandilla(Cáceres).

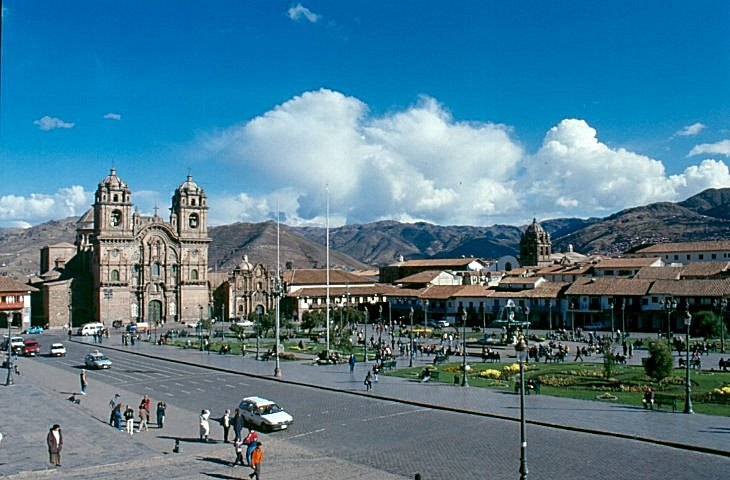
Cuzco, donde los Valverde, antepasados de José Desiderio Valverde, fueron la primera nobleza titulada.

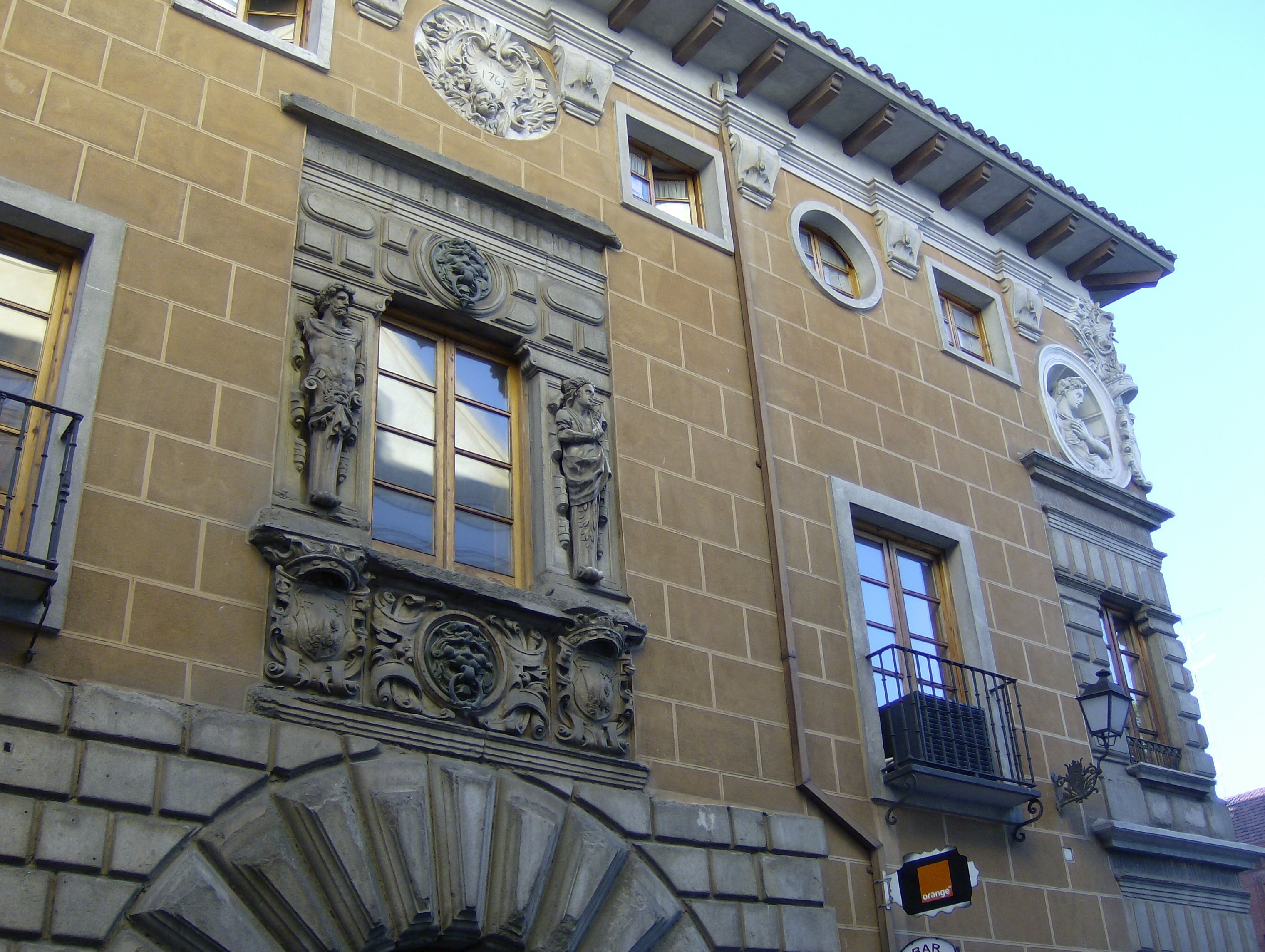
Palacio de los Valverde, en Valladolid (España).

José Desiderio Valverde Pérez (Santiago de los Caballeros, 1822-ibídem, 22 de diciembre de 1903) fue un general y político dominicano, presidente de la República. Siendo expresidente, colaboró con la administración española, al volver a integrarse la isla con España, pero al declararse por segunda vez la independencia, optó por el exilio. Volvió a la isla a muy avanzada edad, donde murió y fue enterrado.

## Orígenes
Hijo de José María Valverde (n.1771 a 1800-d.1825 a 1885) y Teresa Pérez (n.1780 a 1803-d. 1825 a 1889). Nació en Santiago de los Caballeros, y murió en la misma ciudad, después de regresar de su destierro en España.
Descendiente de Francisco Valverde Álvarez de Toledo, el cual era originario de Cáceres (Extremadura, España), familiar de  Francisco Pizarro y sobrino de los condes de Oropesa.
Estos Valverde llegaron a Hispanoamérica junto con Francisco Pizarro, interviniendo activamente en la conquista del Perú, destacando el hermano menor de Don Francisco Valverde, Fray Vicente Valverde. Este Fray Vicente Valverde fue quien bautizó al emperador Atahualpa siendo nombrado primer Obispo de Cuzco.
Una rama descendiente de Don Francisco Valverde, permaneció en Perú, donde llegaron a ostentar el Título de condes de las Lagunas (título creado el 1 de marzo de 1715). En julio de 1821, el entonces conde de las Lagunas, firmó, junto al general José de San Martín, el Acta de Independencia del Perú.
Los Valverde del Perú ostentaron también los títulos de marqués de San Juan de Buenavista y el de marqués de Rocafuerte.
Otra rama, también descendiente de Don Francisco Valverde, se afincó en la República Dominicana, donde obtuvieron diversos señoríos, por parte de los reyes de España, acumulando grandes extensiones de tierras y siendo una de las familias terratenientes más importantes del país.
De estos Valverde dominicanos procedía el padre de Don José Desiderio Valverde.

## Biografía
Don José Desiderio Valverde se inició en la milicia con el movimiento independentista de 1844. Lideró la decisiva batalla del 30 de marzo de 1844, en la que las tropas haitianas fueron derrotadas en su intento de penetrar por el valle de Cibao para ocupar el país.
Como hombre acaudalado e influyente, Don José Desiderio Valverde, se vio rodeado de los políticos más activos de la isla, en especial del que había sido primer Presidente, Pedro Santana, siendo, en el año 1845, elegido Diputado por la provincia de Santiago.
El 7 de julio de 1857, en la provincia de Santiago, Don José, lideró a las más influyentes personalidades civiles, militares y eclesiásticas, y con el apoyo popular constituyeron el Gobierno provisional de Cibao, destituyendo el Gobierno de Báez y designando a Valverde como nuevo Presidente del Gobierno provisional con sede en Santiago de los Caballeros.

## Presidencia (1857-1858)
La Asamblea Constituyente, conforme a la nueva Constitución de Moca del 15 de febrero de 1858, confirmó a Valverde como Presidente constitucional desde el 1.º de marzo, y se logró con la ayuda de Santana, la capitulación de Báez.
Las prioridades del gobierno del General Valverde consistieron en reorganizar la Administración Pública, mejorar el sistema monetario y reorganizar el ejército. En esto último se vio entorpecido por el General Pedro Santana , quién le presionó hasta que consiguió su dimisión el 31 de agosto de 1858 luego de un golpe de Estado, marchando desterrado a los Estados Unidos. Fue anulada la Constitución liberal de Moca y el general Santana volvió a gobernar con la Constitución de 1854 que le garantizaba un gobierno autoritario.
Con Santana, la República Dominicana volvió a integrarse nuevamente en España durante unos pocos años, recibiendo Santana como reconocimiento el Marquesado de Las Carreras (Título creado en 1862), junto con el cargo de gobernador y capitán general.
Con la nueva unión con España en 1861, el General Valverde regresó a su país, colaborando con la administración española. Posteriormente se declaró por segunda vez la independencia del país y la separación de España. Esta segunda vez fue ya definitiva.
Don José Desidero Valverde, nuevamente expatriado, esta vez en España, adquirió numerosas fincas en Tierra de Campos, provincia de Valladolid, donde un familiar suyo fue Diputado en Cortes por la circunscripción de Villalón de Campos. José Desiderio Valverde, nunca intervino directamente en la política española.
Regresó a la República Dominicana a muy avanzada edad, donde murió. Está enterrado en el Cementerio 30 de Marzo, de la Ciudad de Santiago, en los llamados " Panteones Intocables".

## Familia
José Desiderio Valverde Pérez se casó el 26 de febrero de 1848 en Santiago con Ana Rosa Mallol Olmedo (1822-1905), hija de Cipriano Mallol y Juana Olmedo Correa. Procrearon siete hijos :
1. Ana Rita Valverde Mallol, nacida en Santiago. Casó el 25 de abril de 1880 en Santiago con Manuel García Cabral (1850-1937), hijo de Sebastián García y Juana Cabral Fernández. Procrearon a : Ana Francisca (1881-1979), Manuel María (1882-1965), Isabel Alicia (1884-1965), Sebastián Emilio (1885-1887), Sofía de Jesús (1887-1970), José Desiderio (1889- ), Ana  Rita (1890-1974), María Teresa (1891- ), Graciela Dolores (1893-1894), Ana Mercedes (1894-1987) y Julio Enrique García Valverde (1897-1898). Ana Rita falleció el 7 de enero de 1933 en Santiago.
2. José Cipriano Valverde Mallol, nacido el 13 de septiembre de 1853 en Santiago. Murió el 1 de noviembre de 1953 en Santiago.
3. José Emilio Valverde Mallol, nacido el 22 de octubre de 1855 en Santiago. Tenía apenas tres meses cuando su padre participaba en la batalla de Sabana Larga. Casó en Santiago con Mónica Leyba Amarante, hija de Rafael María Leyba Rodríguez y Paulina Amarante. Procrearon a : José, Ana Teresa y Mercedes Altagracia Valverde Leyba.
4. Manuel Desiderio Valverde Mallol, nacido el 31 de diciembre de 1856 en Santiago. Falleció el 6 de agosto de 1929 en Santiago.
5. Julia Ercilia Valverde Mallol, nacida el 6 de mayo de 1859 en Santiago. Falleció el 27 de diciembre de 1963 en Jarabacoa.
6. José Desiderio Valverde Mallol, nacido el 23 de marzo de 1862 en Santiago. Falleció el 10 de enero de 1964 en Jarabacoa. Para la época de su nacimiento, su padre frecuentaba al Brigadier Buceta en la fortaleza San Luis en Santiago.
7. José Desiderio Rafael Valverde Mallol, nacido el 11 de agosto de 1865 en Santiago y fallecido el 21 de febrero de 1867 en la misma ciudad. El día de su nacimiento se cumplían tan solo 22 días de la salida de las últimas tropas españolas por Puerto Plata, con lo que concluyó el período anexionista al que tanto ayudó su padre.

José Desiderio Valverde Pérez falleció el 22 de diciembre de 1903 en Santiago, y en su honor, el gobierno designó con su apellido la provincia que tiene como municipio cabecera a Mao.
Su hermano menor, Sebastián Fabián Valverde Pérez (n. 1807 a 1860 - d. 1857 a 1940), permaneció en la República Dominicana, siendo persona relevante e influyente, tanto en la economía como en la política, emparentando sus descendientes, en dos ocasiones, con los presidentes en ejercicio en esos momentos , y que fueron sucesores en la presidencia de su hermano José Desiderio.
Está enterrado junto a su hermano José Desiderio, en los "Panteones Intocables" del Cementerio 30 de Marzo, quien ocupa el panteón nº 24 izquierda, de la calle central.

## Nota adicional
El 27 de marzo de 1958 , se creó una nueva provincia en la República Doninicana, al dividirse la antigua provincia de Santiago, dándole el nombre de Provincia de Valverde, con capital en Santa Cruz de Mao (o simplemente Mao), en honor y recuerdo al histórico Presidente y General Don José Desiderio Valverde.